# Atherigona trapezia
Atherigona trapezia är en tvåvingeart som beskrevs av Fritz Isidore van Emden 1940. Atherigona trapezia ingår i släktet Atherigona och familjen husflugor. Inga underarter finns listade i Catalogue of Life.